# Station Targowiska
Station Targowiska is een spoorwegstation in de Poolse plaats Targowiska.